# Amphoe Charoen Sin
Amphoe Charoen Sin (Thai อำเภอ เจริญศิลป) ist ein Landkreis (Amphoe – Verwaltungs-Distrikt) der Provinz Sakon Nakhon. Die Provinz Sakon Nakhon liegt in der Nordostregion von Thailand, dem so genannten Isan.

## Geographie
Die Amphoe Charoen Sin liegt im Nordosten der Provinz Sakon Nakhon und grenzt von Norden her im Uhrzeigersinn gesehen an die Amphoe Ban Muang, Wanon Niwat und Sawang Daen Din in der Provinz Sakon Nakhon sowie Amphoe Ban Dung der Provinz Udon Thani.

## Geschichte
Amphoe Charoen Sin wurde am 15. Februar 1988 als „Zweigkreis“ (King Amphoe) gebildet und umfasste fünf Tambon, die aus der Amphoe Sawang Daen Din ausgelagert worden waren.
Die Heraufstufung zu einer vollen Amphoe erfolgte am 4. Juli 1994.

## Verwaltung

### Provinzverwaltung
Der Landkreis Charoen Sin ist in fünf Tambon („Unterbezirke“ oder „Gemeinden“) eingeteilt, die sich weiter in 59 Muban („Dörfer“) unterteilen.
| Nr. | Name        | Thai    | Muban | Einw.  |
| --- | ----------- | ------- | ----- | ------ |
| 1.  | Ban Lao     | บ้านเหล่า | 17    | 12.104 |
| 2.  | Charoen Sin | เจริญศิลป์ | 12    | 11.262 |
| 3.  | Thung Kae   | ทุ่งแก    | 11    | 07.223 |
| 4.  | Khok Sila   | โคกศิลา  | 08    | 04.937 |
| 5.  | Nong Paen   | หนองแปน | 11    | 08.582 |

### Lokalverwaltung
Es gibt eine Kommune mit „Kleinstadt“-Status (Thesaban Tambon) im Landkreis:
- Charoen Sin (Thai: เทศบาลตำบลเจริญศิลป์), bestehend aus Teilen der Tambon Charoen Sin und Thung Kae.

Außerdem gibt es fünf „Tambon-Verwaltungsorganisationen“ (องค์การบริหารส่วนตำบล – Tambon Administrative Organizations, TAO):
- Ban Lao (Thai: องค์การบริหารส่วนตำบลบ้านเหล่า)
- Charoen Sin (Thai: องค์การบริหารส่วนตำบลเจริญศิลป์)
- Thung Kae (Thai: องค์การบริหารส่วนตำบลทุ่งแก)
- Khok Sila (Thai: องค์การบริหารส่วนตำบลโคกศิลา)
- Nong Paen (Thai: องค์การบริหารส่วนตำบลหนองแปน)